# Schweizer Beraterregister
Das Schweizer Beraterregister ist Teil des Schweizer Finanzdienstleistungsgesetzes.
Das Schweizer Finanzdienstleistungsgesetz (FidleG) tritt voraussichtlich am 1. Januar 2020 in Kraft. Das FidleG regelt die Ausübung von Finanzdienstleistungen in der Schweiz und die Erstellung von Finanzinstrumenten für den Schweizer Markt. Seine Pflichten finden sowohl auf Schweizer Finanzdienstleister als auch Nichtschweizer Finanzdienstleister Anwendung, die grenzüberschreitend Finanzdienstleistungen in der Schweiz erbringen.
Finanzdienstleistungen im Sinne des FidleG sind der Erwerb und die Veräusserung von Finanzinstrumenten, die Annahme und Übermittlung von Aufträgen, die Finanzinstrumente zum Gegenstand haben, die Verwaltung von Finanzinstrumenten (Vermögensverwaltung), die Erteilung von persönlichen Empfehlungen, die sich auf Geschäfte mit Finanzinstrumenten beziehen (Anlageberatung) und die Gewährung von Krediten für die Durchführung von Geschäften mit Finanzinstrumenten. Finanzinstrumente sind Beteiligungspapiere, Forderungspapiere, Funds, Strukturierte Produkte, Derivate, Strukturierte Einlagen und Anleihensobligationen.
Finanzdienstleister, die vom Anwendungsbereich des FidleG betroffen sind, müssen verschiedene Pflichten erfüllen. Zu diesen gehören unter anderem Verhaltenspflichten, Informationspflichten, Angemessenheit und Eignungspflichten, Dokumentations- und Rechenschaftspflichten, Pflichten zur angemessenen Organisation, Pflichten bezüglich Interessenkonflikten und die Pflicht zum Anschluss an eine Ombudsstelle.

## Funktion, Organisation und Entstehung
Das Schweizer Beraterregister wird voraussichtlich von der Registrierungsstelle Regulatory Services AG geführt werden. Es bedarf der Zulassung durch die Schweizerische Finanzmarktaufsichtsbehörde (FINMA), die momentan noch ausstehend ist.

## Eintragungspflicht
Wie auch Kundenberater von Schweizer Finanzdienstleistern, die nicht der Aufsicht der Schweizerischen Finanzmarktaufsichtsbehörde (FINMA) unterstehen, müssen Kundenberater von Nichtschweizer Finanzdienstleistern, die Kunden in der Schweiz betreuen oder in der Schweiz Finanzdienstleistungen, beispielsweise in der Form des Vertriebs von Finanzinstrumenten, erbringen, in einem Beraterregister eingetragen sein. Die vorherige Eintragung in das Beraterregister ist Voraussetzung für die Erbringung von Finanzdienstleistungen in der Schweiz. Sie muss spätestens bis zum 30. Juni 2020 erfolgen, oder vorher, sofern ein Kundenberater Finanzdienstleistungen gegenüber Kunden in der Schweiz erbringt.
Voraussetzungen für den Eintrag in das Beraterregister sind hinreichende Kenntnisse über die Verhaltensregeln nach dem FidleG, für die Tätigkeit notwendiges Fachwissen, der Abschluss einer Berufshaftpflichtversicherung oder das Bestehen einer gleichwertigen Sicherheit, der Anschluss an eine Ombudsstelle, kein Eintrag wegen strafbarer Handlungen gegen das Vermögen nach StGB und kein durch die FINMA ausgesprochenes Tätigkeits- oder Berufsverbot. Dem Beraterregister, das selbst durch die FINMA lizenziert wurde, kommt somit ein Ermessen bezüglich des Entscheids zu, ob ein Kundenberater über hinreichende Kenntnisse der Verhaltensregeln nach dem FidleG und über das für die Tätigkeit notwendige Fachwissen verfügt.
Der Kundenberater muss bei der Anmeldung mittels Dokumenten und möglicherweise auch gestützt auf eine mündliche Unterredung nachweisen, dass er über die notwendigen Kenntnisse und Fähigkeiten verfügt. Das Beraterregister enthält mindestens die folgenden Angaben über die Kundenberater:
- Name und Vorname
- Name oder Firma und Adresse des Finanzdienstleisters, für den sie tätig sind
- Funktion und Position der Kundenberater innerhalb der Organisation
- Tätigkeitsfelder
- die absolvierte Aus- und Weiterbildung
- die Ombudsstelle, der sie selbst als Finanzdienstleister oder der Finanzdienstleister, für den sie tätig sind, angeschlossen sind
- Datum des Registereintrags.

Ein Kundenberater hat aber auch nach der Anmeldung Pflichten: Kundenberater müssen dem Beraterregister innerhalb von 14 Tagen die folgenden Entwicklungen melden:
- Änderung ihres Namens oder ihrer Adresse
- Änderung des Namens oder der Adresse des Finanzdienstleisters, für den sie tätig sind
- Wechsel ihrer Funktion und Position in der Organisation sowie ihrer Tätigkeitsfelder
- absolvierte Aus- und Weiterbildungen
- Wechsel der Ombudsstelle
- ganz oder teilweiser Wegfall der Berufshaftpflichtversicherung
- Beendigung der Tätigkeit als Kundenberater
- auf sie ausgestellte Verlustscheine
- Verurteilungen wegen strafbarer Handlungen nach Schweizer oder ausländischen Finanzmarktgesetzen
- Tätigkeitsverbote in der Schweiz und im Ausland

## Sanktionen einer fehlenden Eintragung
Das FidleG sieht ausdrücklich Strafbestimmungen vor, die ausgefällt werden können, sofern das FidleG verletzt wird. Neben diesen spezialgesetzlichen Sanktionsbestimmungen können auch noch die allgemeinen Sanktionen nach dem FINMAG treten. Insbesondere kann es zu einer Vorabklärung kommen, sofern die Enforcement-Abteilung der FINMA Hinweise auf mögliche aufsichtsrechtlich relevante Missstände oder Gesetzesverstösse gibt.